# Dominik Farnbacher
Dominik Farnbacher (ur. 26 września 1984 w Ansbach) – niemiecki kierowca wyścigowy.

## Kariera
Farnbacher rozpoczął karierę w międzynarodowych wyścigach samochodowych w 2001 roku od startów w Formule BMW Junior, gdzie odniósł jedno zwycięstwo. Z dorobkiem 93 punktów uplasował się na dziewiątej pozycji w klasyfikacji generalnej. W późniejszych latach Niemiec pojawiał się także w stawce Niemieckiego Pucharu Porsche Carrera, Porsche Supercup, Grand American Rolex Series, Le Mans Series, American Le Mans Series, 24-godzinnego wyścigu Le Mans, Super GT, FIA GT Championship, Asian Le Mans Series, Asian Le Mans Series, VLN Endurance, 24h Nürburgring, Dodge Viper Cup, ADAC GT Masters, FIA World Endurance Championship, Armor All Bathurst 12 Hour oraz United Sports Car Championship.

## Wyniki w 24h Le Mans
| Rok  | Zespół                              | Partnerzy                          | Samochód               | Klasa   | Okr. | Poz. | Klasa Pos. |
| ---- | ----------------------------------- | ---------------------------------- | ---------------------- | ------- | ---- | ---- | ---------- |
| 2006 | Seikel Motorsport Farnbacher Racing | Lars-Erik Nielsen Pierre Ehret     | Porsche 997 GT3-RS     | GT2     | 320  | 16   | 2          |
| 2009 | Hankook Team Farnbacher             | Allan Simonsen Christian Montanari | Ferrari F430 GT2       | GT2     | 183  | NU   | NU         |
| 2010 | Hankook Team Farnbacher             | Allan Simonsen Leh Keen            | Ferrari F430 GT2       | GT2     | 336  | 12   | 2          |
| 2011 | Hankook Team Farnbacher             | Allan Simonsen Leh Keen            | Ferrari 458 Italia GTC | GTE Pro | 137  | NU   | NU         |
| 2012 | Luxury Racing                       | Frédéric Makowiecki Jaime Melo     | Ferrari 458 Italia GT2 | GTE Pro | 333  | 18   | 2          |
| 2013 | SRT Motorsports                     | Ryan Dalziel Marc Goossens         | SRT Viper GTS-R        | GTE Pro | 306  | 25   | 8          |